# Bothrideres maezstus
Bothrideres maezstus is een keversoort uit de familie knotshoutkevers (Bothrideridae). De wetenschappelijke naam van de soort werd in 1876 gepubliceerd door David Sharp.